# 景山圭一
景山 圭一（かげやま けいいち、明治16年（1883年）10月18日 - 昭和32年（1957年）4月25日）は、日本の政治家。境町長（第15代）、境町会議員。鳥取県議会議員（議長、副議長）。
景山塾で名高い景山家の出身であり、景山粛の孫、景山龍造の甥にあたる。

## 経歴
鳥取県西伯郡境町（いまの境港市）出身。父は景山桂。
普通選挙法公布を前にして町村会選挙に初めて等級制がなくなった大正10年（1921年）の選挙で町会に進出、時代の波に乗った新勢力、革新派として境町政界に台頭した。
昭和2年（1927年）から20年間県会議員を務めた。町長職にあった昭和13年（1938年）から昭和14年（1939年）にかけては、第38代県会議長の要職にもあって町政、県政を股にかけ、まさしく飛ぶ鳥を落とす勢いであったという。
組合立境高等家政女学校、県立境中学校開校に力を尽くした。

## 資料

### 初代木島立碩墓碑
- 景山粛が養父(初代)立碩のために「先考石碑銘并序」を次のように刻んでいる

先考氏景山、名義春、字立碩、粛之考七右衛門者其兄也、父称長三郎農夫也、性剛毅而有奇才、聞善若驚疾悪如讐、以節倹治家致貨以恵子孫、甫弱冠有高志、傷世多夭横、乃学医京千木嶋子、敏悟之質夙極其秘薀頗精干瘂科治方之活桟(中略)

### 影山日記
時に寛政六（1794年）寅歳、先年の語り伝へ知るし置。大家と言は、先年後醍醐天皇様御こしかけ遊ばされ候家也。之により大家と言。大家の先祖影山道くわんと言人也。又与次郎・与三郎・伊三郎と言名は有けれ共、先後は知れず大家の家、是迄凡弐拾代と言る也(下略)

### 家譜・景山道遠家
- 先祖は景山道観と申候者に御座候。道観より龍造父立碩迄世々伯耆会見郡中野村え住居仕り同族も数多蔓延仕り居り申候後鳥羽帝隠岐え御遷幸之節、御宿申上候事村之故老申伝居候得共、元禄元年焼失之刻家譜類残らず焼失仕り候由(下略)